# Noyal-Muzillac
Noyal-Muzillac (bretonisch: Noal-Muzilheg) ist eine französische Gemeinde mit 2548 Einwohnern (Stand 1. Januar 2022) im Département Morbihan in der Region Bretagne. Sie gehört zum Gemeindeverband Arc Sud Bretagne.

## Lage
Noyal-Muzillac liegt rund sechs Kilometer nördlich von Muzillac. Nachbargemeinden sind Muzillac, Le Guerno, Limerzel, Questembert, Berric, Lauzach und Ambon.

## Bevölkerungsentwicklung
| Jahr      | 1962 | 1968 | 1975 | 1982 | 1990 | 1999 | 2007 | 2019 |
| Einwohner | 1583 | 1682 | 1640 | 1772 | 1864 | 1922 | 2277 | 2520 |

Im Jahr 2007 gehörten 52,2 % der Bevölkerung über 15 Jahren zur Gruppe der abhängig Beschäftigten. Weitere 6 % der Bevölkerung waren Landwirte und 3,8 % gehörten zu der Gruppe der selbständigen Handwerker, Händler oder Unternehmer. Im Ruhestand waren 23,2 % der Bevölkerung.
Etwa 26 % der Bevölkerung waren jünger als 20 Jahre, nur rund 16 % waren 65 Jahre oder älter.

## Sehenswürdigkeiten
Noyal-Muzillac gehört zur Vereinigung 'Les communes du patrimoine rural de Bretagne' und besitzt eine Vielzahl von Wohngebäuden aus dem 16. und 17. Jahrhundert. Die Kirche Saint-Martin stammt ebenfalls aus dem 17. Jahrhundert.